# 張清瀛
張清瀛，字海峰，號遠春，山西夏縣人。晚清政治人物。

## 生平
張清瀛為道光二十三年（1843年）癸卯科舉人。道光二十七年（1847年）丁未科二甲第一百一十名進士。咸豐元年（1851年），任河南溫縣知縣。咸豐三年（1853年），捻軍騷擾縣境，清瀛率領練勇數十名抗擊。不久，因母喪歸里。起復委用後，調任糧臺辦轉運，被保薦以直隸州任用，調署陳留縣。同治十二年（1873年），充癸酉科鄉試同考官。光緒《夏縣志》有傳。